# Sasaki Sadashige

Sasaki Sadashige. Foi um Kugyō (nobre) do período Heian da história do Japão. Foi o segundo filho de Sasaki Sadatsuna .

Em 1191 ocorreu uma disputa violenta sobre pagamentos de taxas, de um lado Sadashige e seu pai Sadatsuna  e do outro os Sōhei de Enryaku-ji. Os Sōhei foram mortos quando visitavam o Shōen . Inicialmente, Yoritomo apoiou seus vassalos. Mas, Enryaku-ji queria uma vingança pelo acontecido com seus Sōhei, fazendo uma pressão política em Quioto e em Kamakura para que os assassinos fossem mortos. Então Yoritomo se rendeu aos fatos e permitiu o exílio de Sadatsuna para a Província de Satsuma e a execução de Sadashige. O mais provável é que temesse que a contínua desordem em Quioto fosse agigantada com a oposição unificada de todos os templos armados se ele optasse a se opor a Enryaku-ji 